# Rem Koolhaas

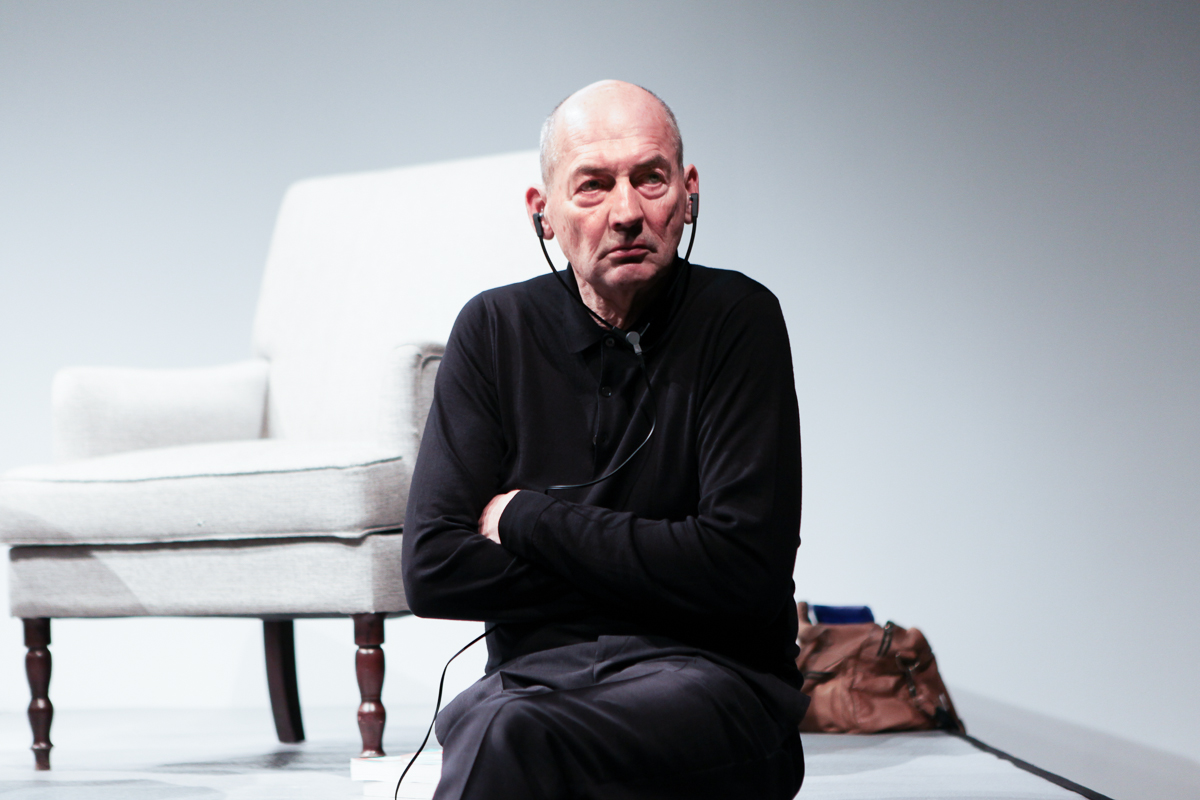
Rem Koolhaas (2013)

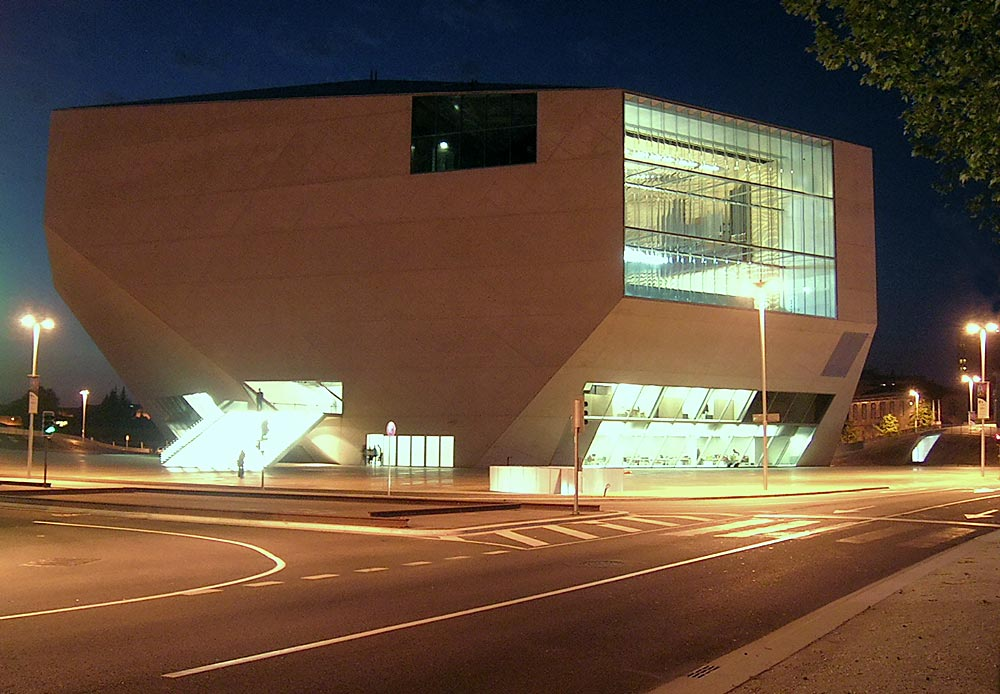
Casa da Música in Porto (Portugal) kurz nach der Eröffnung 2005

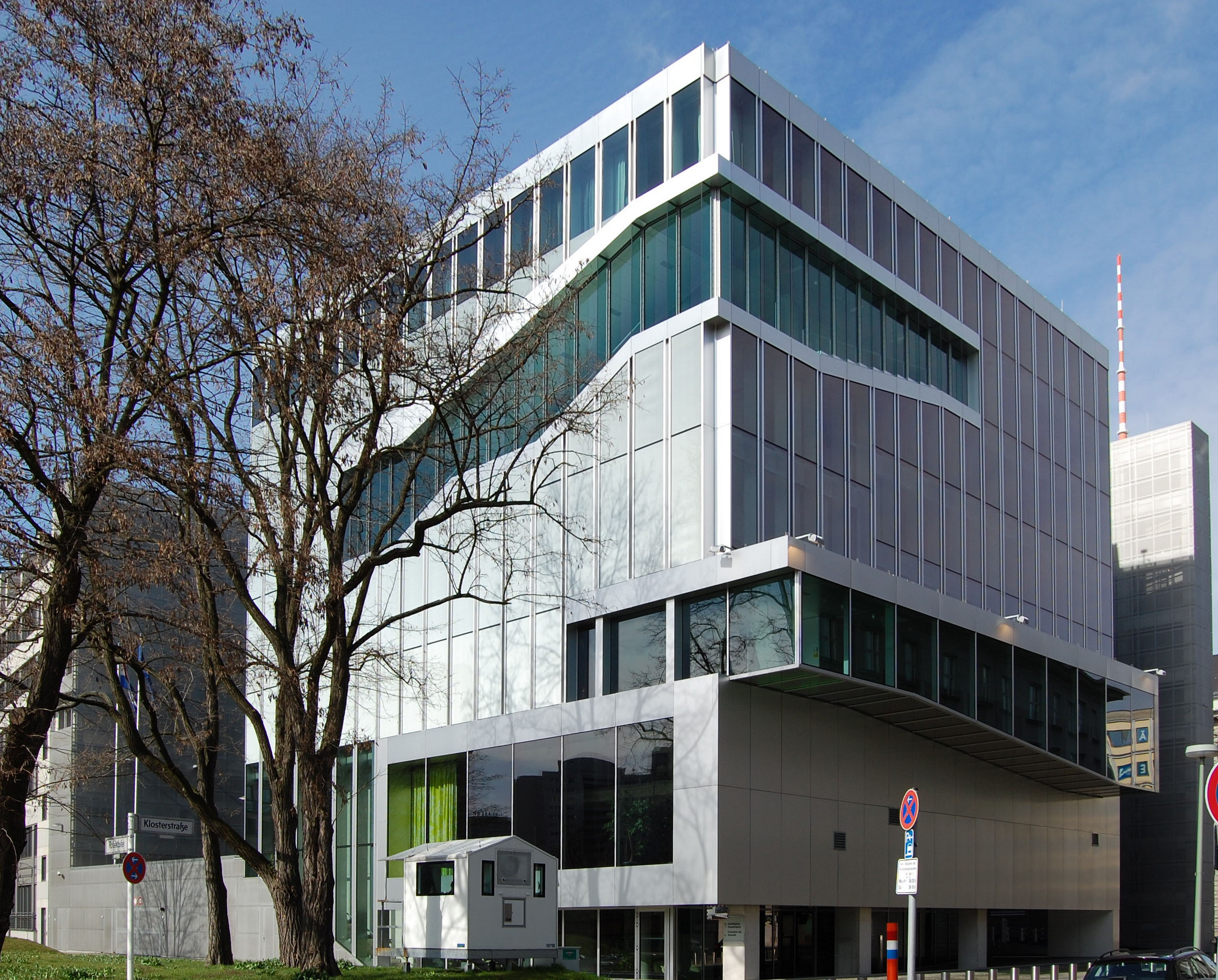
Niederländische Botschaft in Berlin (2002)

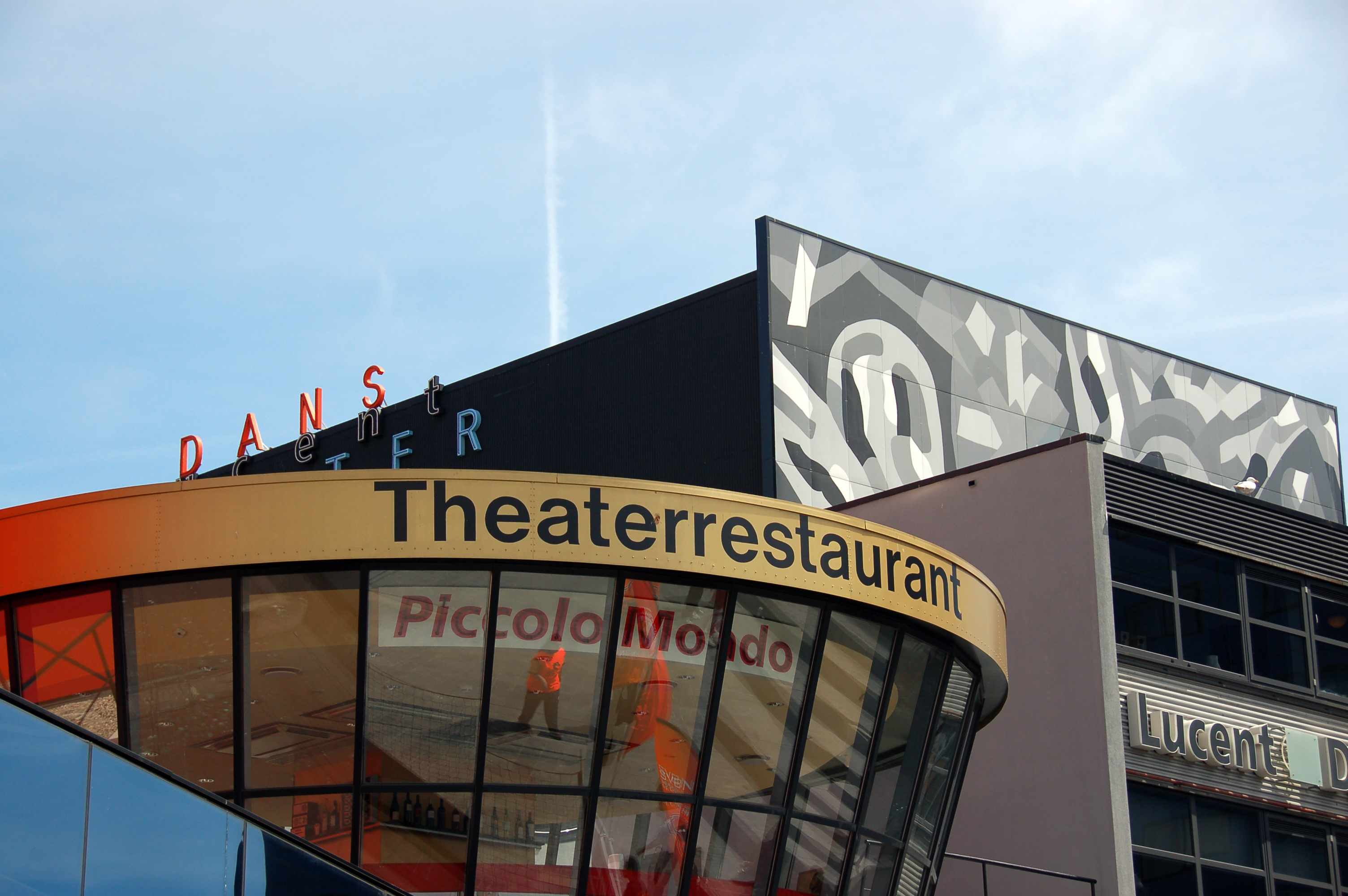
Nederlands Dans Theater in Den Haag (1987)

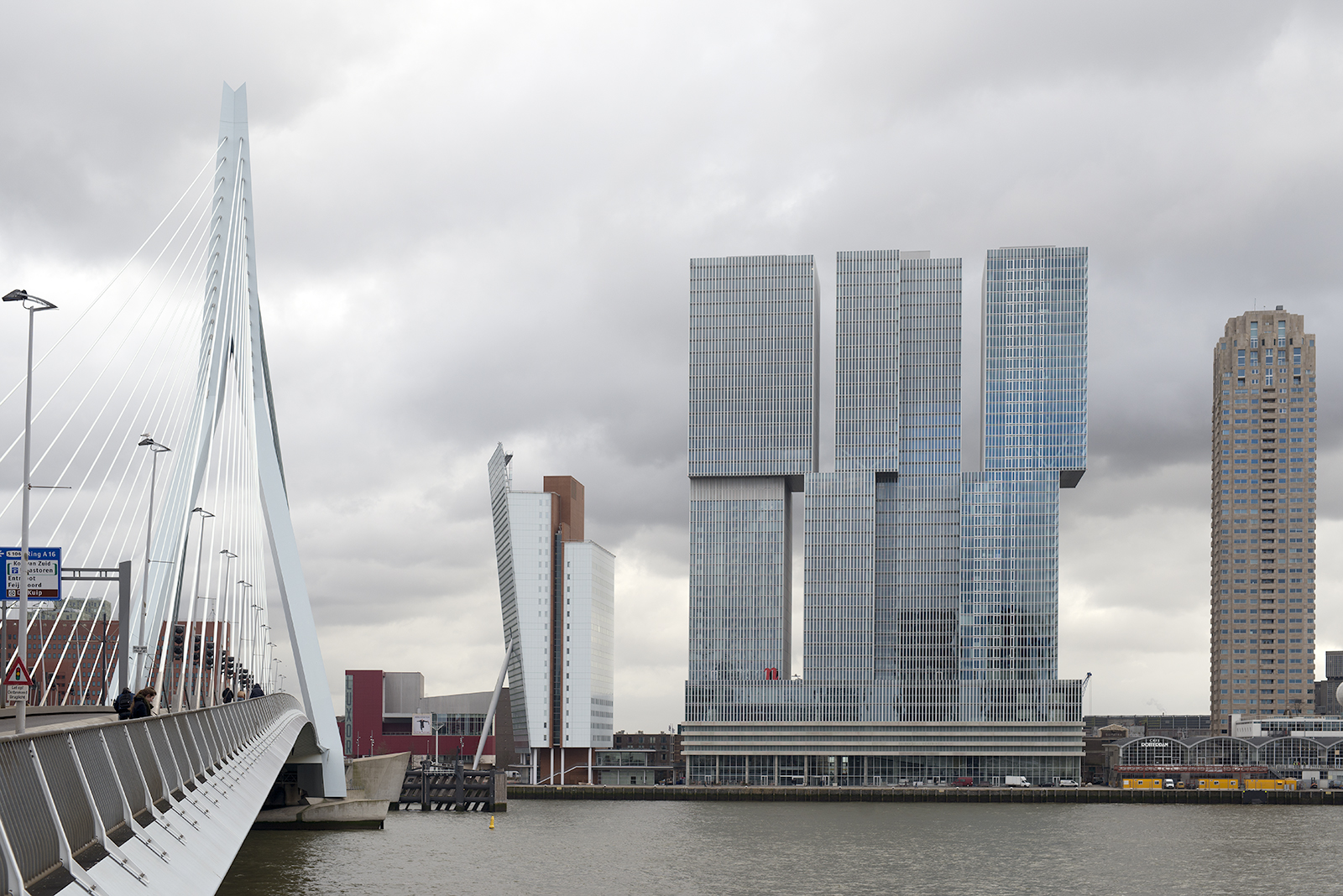
De Rotterdam in Rotterdam (2013)

Rem Koolhaas (* 17. November 1944 in Rotterdam) ist ein niederländischer Architekt. 
Er wird oft als Vertreter des Dekonstruktivismus bezeichnet. Im Jahr 2000 wurde Rem Koolhaas mit dem Pritzker-Preis ausgezeichnet. 2008 wurde er von Time in die Time 100 der einflussreichsten Menschen der Welt aufgenommen.

## Biografie
Koolhaas verbrachte einen Teil seiner Kindheit in Indonesien. Nach seiner Rückkehr in die Niederlande arbeitete er Ende der 1960er Jahre zunächst als Journalist bei dem Wochenmagazin Haagse Post, das in dieser politisch und kulturell sehr bewegten Zeit mit neuen Formen des Journalismus experimentierte. Er interviewte für die Haagse Post unter anderem den Künstler Constant, der mit seinem utopischen Architekturprojekt New Babylon entscheidenden Einfluss auf Koolhaas ausübte. Außerdem war er kurze Zeit auch als Drehbuchautor tätig.
Zwischen 1968 und 1972 studierte Koolhaas Architektur an der Architectural Association School of Architecture (AA) in London. Anschließend arbeitete er in den USA bei dem deutschen Architekten Oswald Mathias Ungers an der Cornell University in Ithaca, der dort eine Professur hatte.
Zusammen mit Madelon Vriesendorp, Elia Zenghelis und Zoe Zenghelis gründete er 1975 das Architekturbüro Office for Metropolitan Architecture (OMA). Mit der Veröffentlichung mehrerer architekturtheoretischer Schriften, der Durchführung von Lesungen und der Beteiligung in Kommissionen spielt das OMA seit seiner Gründung eine wichtige Rolle in der weltweiten Architekturdiskussion.
Im Dezember 2007 wurde er Mitglied im Rat der Weisen zur Zukunft Europas. Im Januar 2013 wurde Koolhaas zum Kurator der 14. Architekturbiennale Venedig (7. Juni bis zum 23. November 2014) berufen. Gemeinsam mit Wolfgang Tillmans und Stephan Petermann rief er im Frühjahr 2018 Künstler und Kreative in der EU auf, sich an einer Werbekampagne für die Europawahl 2019 zu beteiligen. Bei einem viertägigen Eurolab mit Workshops und Interviews in Amsterdam sollten Ideen entwickelt werden, wie man die Europabegeisterung der Bürger stärken und neu entfachen könnte.
Rem Koolhaas hat eine Professur an der Harvard-Universität. Er war bis 2012 verheiratet mit der niederländischen Künstlerin Madelon Vriesendorp; sie haben zwei Kinder. Er ist der Enkel von Dirk Roosenburg, ebenfalls ein Architekt.

## Werk
Eines seiner einflussreichsten Bücher ist Delirious New York: A Retroactive Manifesto of Manhattan, das 1978 erschien und in dem er versucht, die implizite urbane Philosophie von Manhattan darzustellen. Er interpretiert in diesem Buch Manhattan als das typische Beispiel der Großstadt, deren Charakter sich vor allem in der „Culture of congestion“ („Kultur der Verdichtung“) manifestiert. Die Dichte der Großstadt und ihre verwirrende innere Widersprüchlichkeit in ästhetischer, sozialer und kultureller Hinsicht machen nach dieser Interpretation deren Reiz und Qualität aus. Viele Bauten und Entwürfe von Koolhaas sind von diesem Verständnis der Stadt geprägt. Ein typisches Merkmal seiner Bauten ist ihre collagenartige und labyrinthische Konzeption. In ihnen verbinden sich verschiedene Ästhetiken und Funktionen oder prallen aufeinander. Koolhaas geht es dabei um die Funktion des Bauwerks als „sozialer Katalysator“, also um die bewusste und oft auch provokative Beeinflussung sozialen Verhaltens durch Architektur.
Erst Anfang der 1980er Jahre wurden die ersten Bauwerke nach seinen Entwürfen realisiert. Im Norden von Amsterdam entstand die IJ-plein. Koolhaas zeichnete für den Masterplan sowie den Bau einiger Wohngebäude, des Gemeinschaftszentrums und der Schule verantwortlich. Zwischen 1980 und 1987 entstand in Den Haag die Spielstätte für das Nederlands Dans Theater. Seine weiteren Projekte im Rahmen von OMA sind dort erläutert.
1995 erschien in Zusammenarbeit mit dem Grafikdesigner Bruce Mau das Manifest S, M, L, XL.
Für den Medienkonzern Axel Springer konzipierte er einen Neubau in Berlin, der rund 3500 Mitarbeitern des Unternehmens Platz bietet und im Oktober 2020 mit einer Rede von Bundespräsident Frank-Walter Steinmeier eröffnet wurde.

## „Generic City“ und „XL-Architektur“
Neben seinen internationalen Architekturprojekten hat Rem Koolhaas auch den Begriff „Generic City“ eingeführt, zusammen mit dem Begriff „XL-Architektur“. Was er darunter versteht, erläutern die folgenden Zitate: „Die Generic City ist nicht geplant, sie entsteht einfach so (Generic City is not planned, it just happens). – Begriffe wie Stadt, Straße, Identität und Architektur sind Dinge der Vergangenheit. – Die Vergangenheit ist zu klein, um darin zu wohnen (The past is too small to inhabit). – Die Generic City ist die Kultur unserer Zeit.“ Als Vorbilder der Generic City werden oft asiatische Städte genannt wie Kuala Lumpur oder Städte des Nahen Ostens wie Dubai. Während Rem Koolhaas im Ausland vor allem durch seine Architekturprojekte bekannt geworden ist, hatten seine Auffassungen über die „Generic City“ und „XL-Architektur“ in den Niederlanden einen weitgehenden Einfluss, sowohl auf den modernen als auch auf den historischen Städtebau.
Rotterdam – XL-Architektur. Rotterdam, dessen Zentrum im Zweiten Weltkrieg zerstört wurde, zeigt sich heute als eine moderne Stadt mit vielen Hochhäusern, die vielfach umgeben sind von großen Wasserpartien des Rheindeltas. Nachdem Rem Koolhaas im Jahr 1995 das Buch „S, M, L, XL“ veröffentlicht hatte, entwarf er 1998 für Rotterdam das größte Gebäude der Niederlande in Bezug auf das Bauvolumen. Dieses als „Vertikale Stadt“ bezeichnete Gebäude wurde 2013 fertiggestellt und enthält viele städtische Funktionen in der Form von Büros, Konferenzräumen, Hotels, Restaurants, Fitnessräumen, Wohnungen etc. Das Megagebäude hat 44 Stockwerke, ist 149 m hoch und ungefähr ebenso breit. Es erscheint als eine große Wandscheibe von drei eng miteinander verbundenen Türmen. Der heutige Städtebau von Rotterdam wird im Allgemeinen als erfolgreich erfahren.
Den Haag – Generic City. In der historischen Stadt Den Haag wurde das Prinzip der Generic City auf eine andere Art aktuell. Hier hat Koolhaas kein Megagebäude realisiert, sondern nur das theoretische Konzept für das Stadtzentrum geliefert. Die Gemeindeverwaltung von Den Haag hat – dank der Autorität von Koolhaas – ein vielverwendetes Zitat von ihm als Programm für das Stadtzentrum übernommen. Der Stadtbaumeister Maarten Schmitt, der von 1998 bis 2009 in Den Haag tätig war, formulierte dieses Grundkonzept wie folgt: „Rem Koolhaas hat vor dem Bau des neuen Stadthauses in Den Haag, das Spui-Quartier (im Stadtzentrum) umschrieben als ein einzigartiges Gebiet, das – als eine Art Dorf – eingefüllt wird mit gigantischen Baublöcken, in einem Maßstab, wie er noch selten vorgekommen ist in den Niederlanden.“ Später schrieb der Stadtbaumeister: „Das in der Publikation ‚Generic City‘ angekündigte ‚Ende der historischen Stadt‘ scheint vollkommen zugeschnitten zu sein für eine Stadt wie Den Haag.“ – Im Jahr 2012 war die von Koolhaas vorgeschlagene Konzentration von Hochbauten im historischen Stadtzentrum von Den Haag ausgeführt. – Die Reaktionen der Stadtbewohner waren unterschiedlich. Im Vergleich zu andern Städten wie Amsterdam, Paris, Bern, München oder Venedig, deren historische Zentren „Generic-City-frei“ geblieben sind, stellte sich die Frage, was vorzuziehen sei: „Erhalten der historischen Stadt“ oder „Ende der historischen Stadt“. (Siehe Biografie „Den Haag – Maarten Schmitt“ und Artikel Traditionalismus.)
Stararchitekt Rem Koolhaas in den Niederlanden. Ausgehend vom Buch S, M, L, XL entstanden die letzten Jahre Megaprojekte von verschiedenen Architekten mitten in historischen Städten. Die Architekturauffassung von Koolhaas wurde durch die Regierung unterstützt, unter anderem durch Staatspreise. In Zeitungen und Zeitschriften wird über ihn vielfach als Stararchitekt geschrieben und seine Autorität scheint unantastbar zu sein. – Heute zeigt sich jedoch ein bestimmter Widerstand der Bevölkerung gegen die großen Megaprojekte in den historischen Städten. In der ersten Hälfte des Jahres 2014 wurden die folgenden vollständig ausgearbeiteten Megaprojekte zurückgewiesen im Zusammenhang mit den Gemeindeparlamentswahlen: „Artplex“ Utrecht, „ArtA“ Arnheim und „Spuiforum“ Den Haag (250-Millionen-Projekt). Ein anderes Megaprojekt in Den Haag, das von Koolhaas entworfene „M-gebouw“ (300-Millionen-Projekt), scheiterte im Jahr 2010, nachdem die Bauaktivitäten schon begonnen hatten. – Es ist auffallend, dass die kritisierten Megaprojekte selten mit der Ideenwelt von Rem Koolhaas in Verbindung gebracht werden, obwohl sie schon 1995 mit dem Slogan „S, M, L, XL“ angekündigt wurden. – Obwohl er einen bedeutenden Beitrag zur internationalen Architektur geliefert hat, kann die Frage gestellt werden, ob sein „Feeling“ für den Wert der historischen Stadt in Europa genügend vorhanden ist. – Das neueste Schlagwort von Koolhaas heißt „Absorbing Modernity“, das er für die Architekturbiennale 2014 in Venedig formuliert hat. Damit wird die Gegenüberstellung zwischen „totaler Modernität“ und „historischer Stadt“ erneut aktuell.
Architekturentwicklung der Niederlande im 21. Jahrhundert. Der Architekt Rem Koolhaas wird auf einer vielbesuchten Webseite (top010.nl) folgendermaßen charakterisiert: „Rem Koolhaas ist ohne Zweifel der einflussreichste und international bekannteste niederländische Architekt von heute.“ – Während die Niederlande im 20. Jahrhundert bedeutende Beiträge zu mehreren internationalen Architekturströmungen geliefert haben, führt Rem Koolhaas diese Tradition im 21. Jahrhundert weiter. Seine Ideenwelt der „Generic City“ und „XL-Architektur“ kommt heute in vielen niederländischen Städten zum Ausdruck. Es ist wichtig, um auch andere und teils weniger bekannte Personen zu nennen, die seine Architekturauffassung unterstützten. Neben vielen Architekten, Journalisten und Architekturpublizisten ist vor allem der oben genannte Beamte Maarten Schmitt zu erwähnen, der als Anhänger von Koolhaas (und Habraken) langjähriger Präsident der Architekturabteilung des nationalen „Rates für Kultur“ (Raad voor Cultuur) war und seine Auffassung der Regierung vermitteln konnte. Verschiedene publizierte Regierungsstandpunkte sind auf die Beratung von Schmitt zurückzuführen. Seit dem Frühjahr 2014 ist zudem der frühere Vorgesetzte von Maarten Schmitt – der ehemalige Stadtrat Marnix Norder von Den Haag – als höchster Regierungsbeamter der Partizipationsbewegung tätig. – Zusammenfassend kann gesagt werden, dass im 21. Jahrhundert die Architekturentwicklung der Niederlande – in Bezug auf progressive Standpunkte – stark geprägt wurde durch Rem Koolhaas als bekanntester Architekt und Theoretiker, John Habraken als Theoretiker der Partizipationsbewegung sowie die Beamten Maarten Schmitt und Marnix Norder als einflussreiche Regierungsberater.

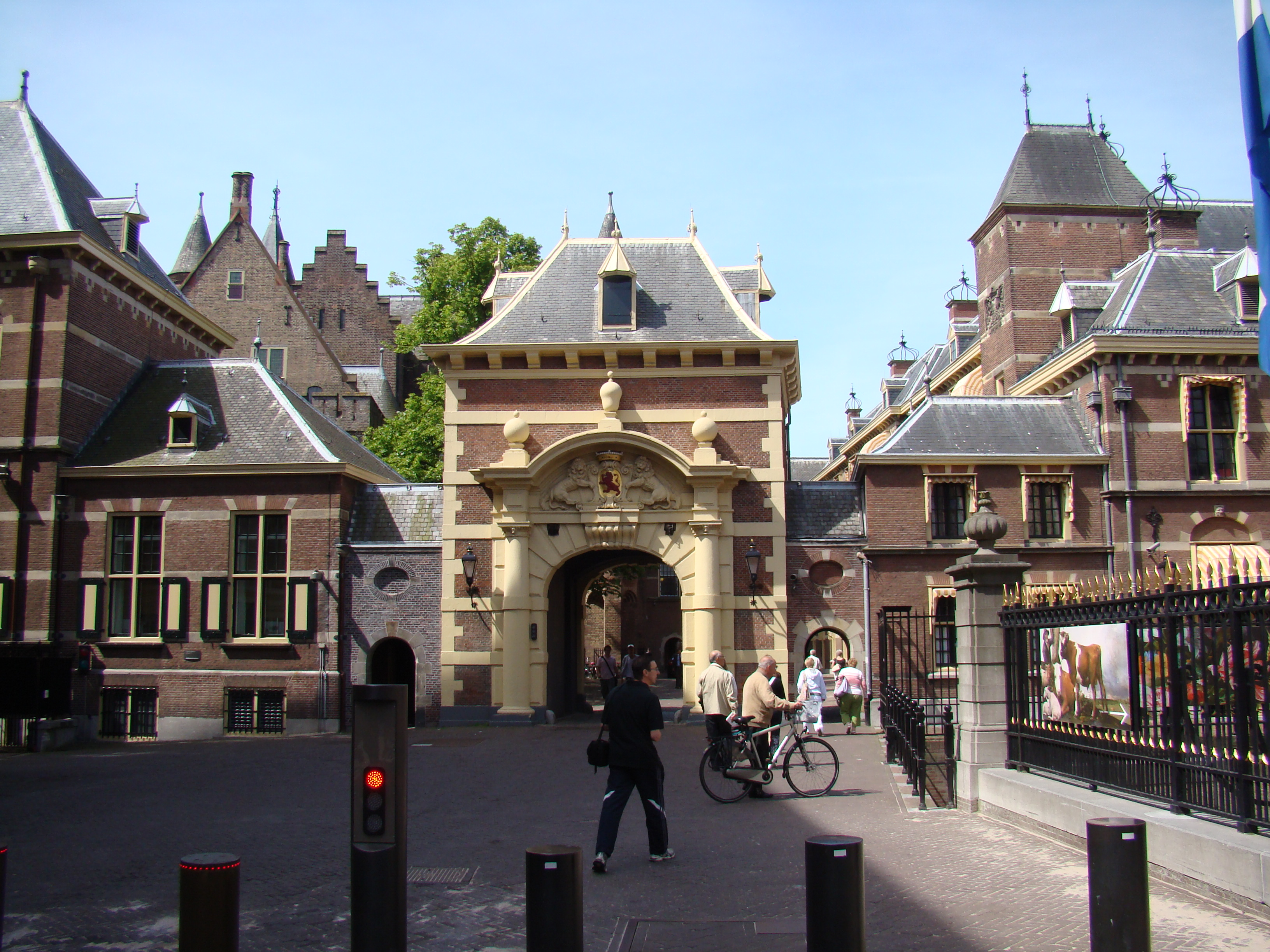
Den Haag, historische Stadtsilhouette, Eingang Nationales Regierungszentrum
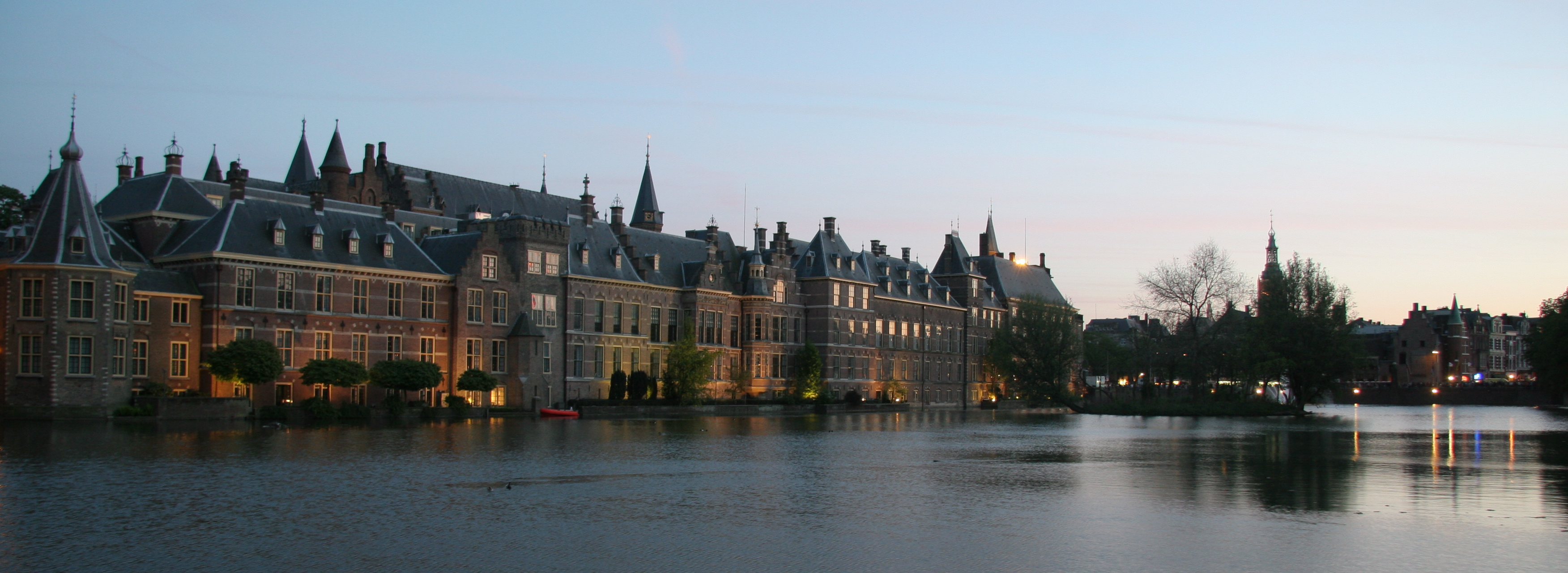
Den Haag, historische Stadtsilhouette, Regierungszentrum (l), Altstadt (r)
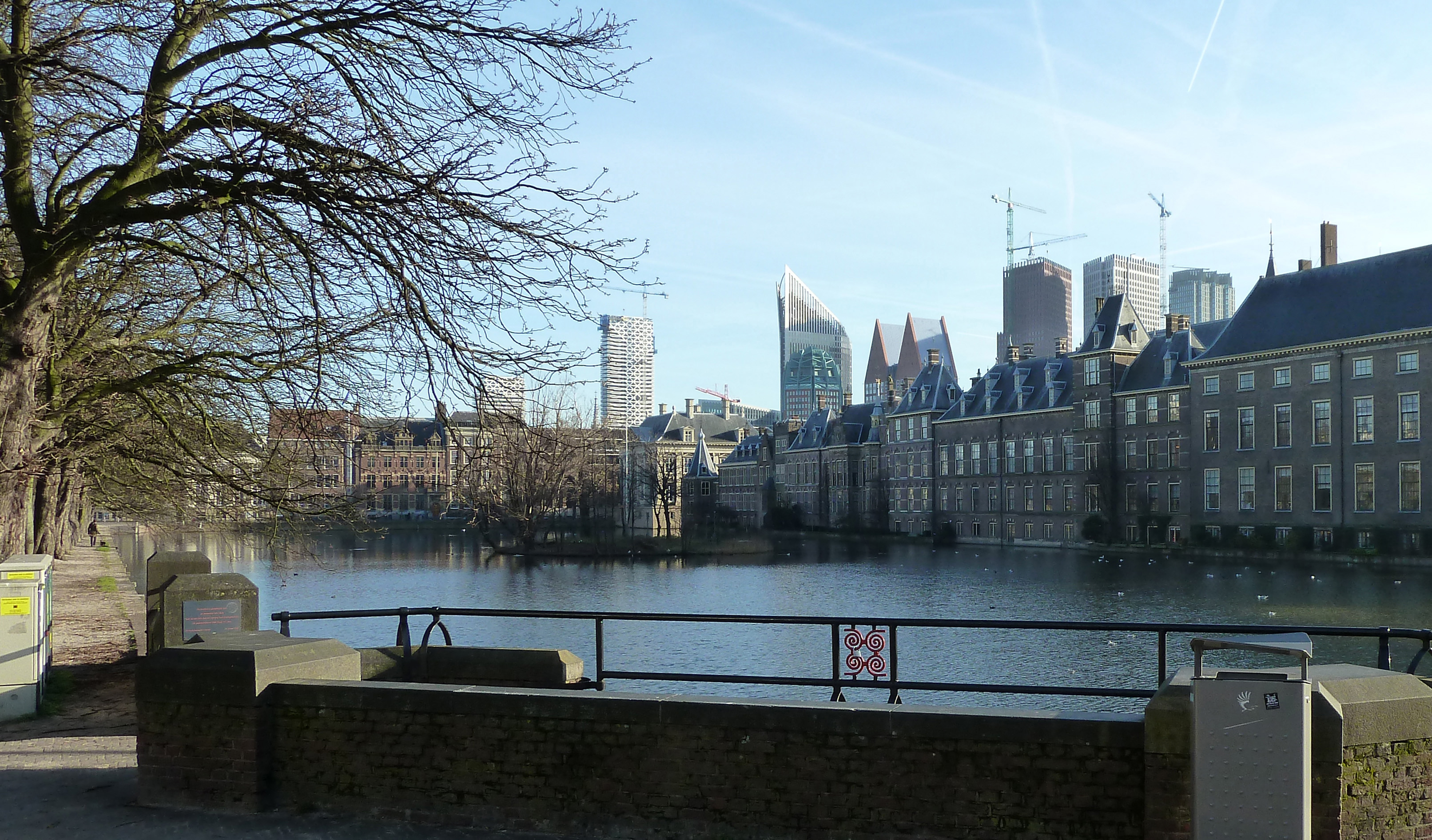
Den Haag 2012, neue Stadtsilhouette mit Generic City
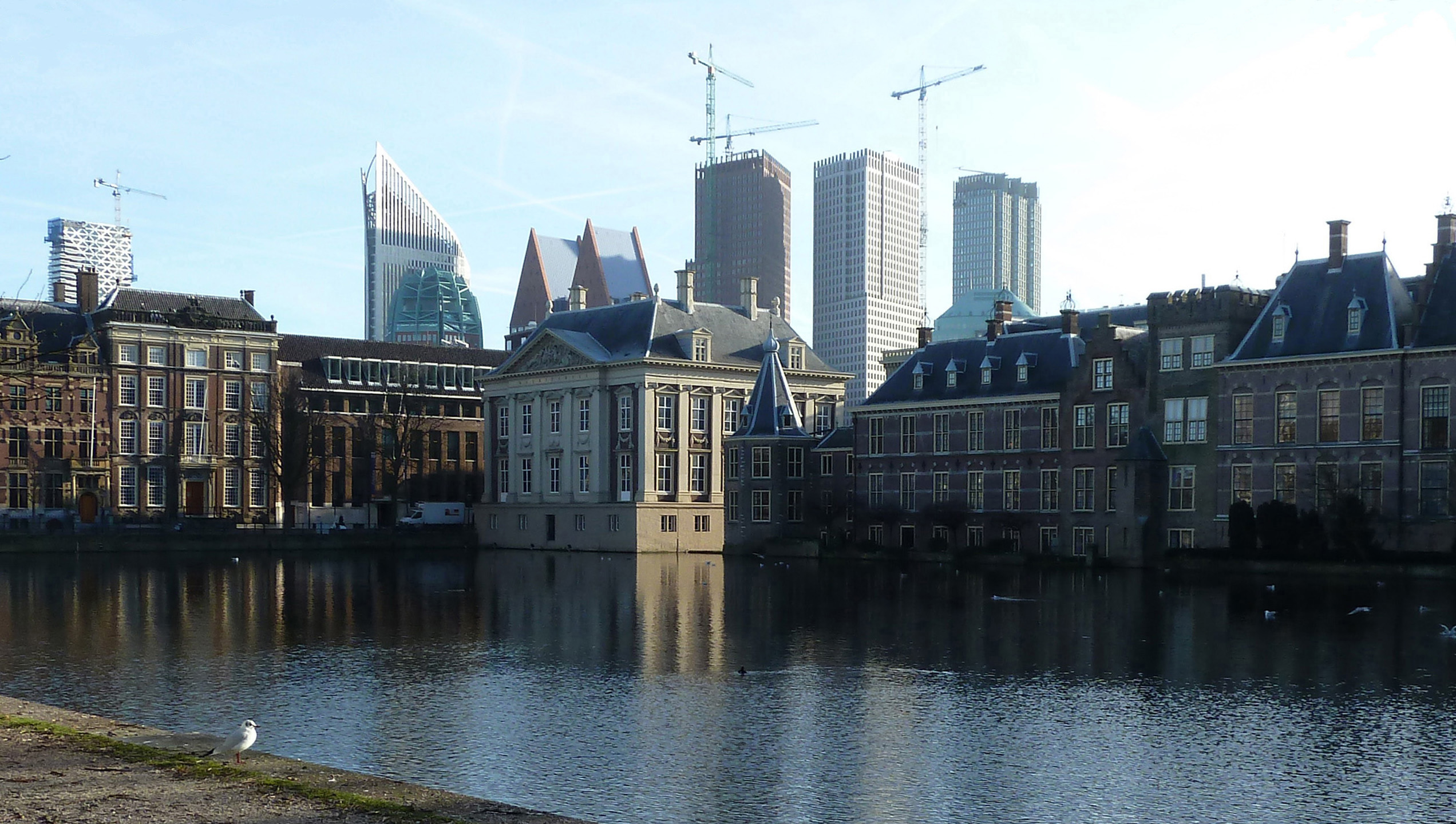
Den Haag 2012, neue Stadtsilhouette mit Generic City

## Auszeichnungen
(nur Auszeichnungen explizit für Rem Koolhaas, für Auszeichnungen im Rahmen von OMA siehe dort)
- 1989: Ehrenmitgliedschaft des Bundes Deutscher Architekten BDA
- 1998: Prix de l’Équerre d’argent
- 2000: Pritzker-Preis[8]
- 2000: Ehrenmitglied der American Academy of Arts and Letters[9]
- 2001: Ritter der Ehrenlegion
- 2003: Praemium Imperiale
- 2004: Royal Gold Medal
- 2007: Mitglied der American Academy of Arts and Sciences
- 2010: Goldener Löwe der Architektur-Biennale in Venedig für sein Lebenswerk
- 2014: Mitglied der American Philosophical Society
- 2022: Rolf-Schock-Preis in der Kategorie „Bildende Kunst“[10]

## Ehemalige Mitarbeiter
- Kees Christiaanse
- Romina Grillo
- Mike Guyer
- Zaha Hadid
- Matteo Poli
- Christian Rapp
- Matthias Sauerbruch

## Publikationen
- Delirious New York: Ein retroaktives Manifest für Manhattan, deutsch von Fritz Schneider, arch-+-Verlag, Aachen 1999, ISBN 3-931435-00-8.
- Junk-Space, deutsch von  Fritz Schneider, treppe b, Berlin 2020, ISBN 978-3-96551-021-0.
- archplus, AMO – Projektionen. archplus 175, Dezember 2005
- archplus, OMA – Projekte. archplus 174, Dezember 2005
- Lagos wide & close: an interactive journey into an explodier city. Bregtje van der Haak, Silke Wawro, Alexander Oey, Rik Meier, Rem Kohlhaas, DVD, Bartrams, 2005, ISBN 978-90-809101-1-9.
- mit Hans Ulrich Obrist: The Conservation Series. Nr. 4, Verlag der Buchhandlung Walther König, Köln 2006, ISBN 3-86560-077-8.
- Serpentine Gallery Pavilion 2006: Rem Koolhaas and Cecil Balmond with Arup. König, Köln 2008, ISBN 978-3-86560-393-7.
- mit Hans Ulrich Obrist: Project Japan. Taschen-Verlag, Köln 2011, ISBN 978-3-8365-2508-4.